# Membranipora rustica
Membranipora rustica är en mossdjursart som beskrevs av Florence, Hayward och Gibbons 2007. Membranipora rustica ingår i släktet Membranipora och familjen Membraniporidae. Inga underarter finns listade i Catalogue of Life.